# Conférence des doyens de droit et science politique
Ne doit pas être confondu avec la Conférence des doyens et directeurs des UFR scientifiques.
La Conférence des doyens de droit et sciences politiques (ou CDDSP) est une association loi de 1901 qui regroupe les doyens et les directeurs d'unités de formation et de recherche de droit et de sciences politiques des universités françaises.

## Présentation
Dans ses statuts, la CDDSP porte également le nom d'Association des universités à dominante juridique et politique des facultés de droit et de science politique et des unités de formation et de recherche juridiques et politiques.
La CDDSP forme le groupe « Interconférences » avec la Conférence des présidents d'université (CPU), la Conférence des directeurs et doyens de lettres, langues, arts, sciences humaines et sociales (CDUL), la Conférence des doyens et directeurs des UFR scientifiques (CDUS) et la Conférence des directeurs d'IUFM (CDIUFM).
Depuis novembre 2019, le président de la CDDSP est le professeur Jean-Christophe Saint-Pau, doyen de la Faculté de droit et de sciences politiques de l'Université de Bordeaux.

## Organisation de manifestations scientifiques
Lors de ses réunions plénières, ayant lieu trois fois par an, la Conférence des doyens rédige des motions publiques pour communiquer sur ses réflexions et ses projets concernant les UFR de droit et de sciences politiques en France,.

### La Fête du droit
Crée en 2014, la Fête du droit est organisée chaque année par la CDDSP avec le soutien du ministère de l'enseignement supérieur et de nombreux éditeurs juridiques. Des colloques ainsi qu'un concours de plaidoiries et d'éloquence y sont organisés.

## Historique des présidents
- 2008-2014 : Paul-Henri Antonmattei (UFR de droit et de science politique de l’Université de Montpellier)[6]
- 2014-2019 : Sandrine Clavel (UFR de droit et de science politique de l’Université de Versailles-Saint-Quentin-en-Yvelines)[7]
- Depuis 2019 : Jean-Christophe Saint-Pau (UFR de droit et de science politique de l’Université de Bordeaux)

## Membres actuels
| Université                                      | Doyen                                     |
| ----------------------------------------------- | ----------------------------------------- |
| Université Aix-Marseille                        | Jean-Philippe Agresti (professeur)        |
| Université d'Orléans                            | Pierre Allorant (professeur)              |
| Université Paris Saclay                         | Boris Bernabé (professeur)                |
| Université Savoie Mont Blanc                    | Bruno Berthier                            |
| Université de Guyane                            | Frédéric Bondil                           |
| Université de Saint-Etienne                     | Baptiste Bonnet (professeur)              |
| Université de Toulon                            | Valérie Bouchard                          |
| Université d'Évry-Val d'Essonne                 | Vincent Bouhier                           |
| Université Toulouse 1 - Capitole                | Caroline Bouix                            |
| Université de Tours                             | Julien Bourdoiseau                        |
| Université Versailles Saint-Quentin-en-Yvelynes | Marie-Emma Boursier                       |
| Université du Mans                              | Pierre-Louis Boyer                        |
| Université Panthéon-Assas Paris II              | Stéphane Braconnier (professeur)          |
| Université Paris Nanterre                       | Aurore Chaigneau (professeur)             |
| Université Paris 8 - Vincennes - Saint Denis    | Pierre-Olivier Chaumet                    |
| Université du Havre                             | Morgane Chevé (professeur)                |
| Université de Montpellier                       | Guylain Clamour (professeur)              |
| Université d'Albi                               | Pierre-Alain Collot                       |
| Université de Lille                             | Jean-Gabriel Contamin (professeur)        |
| Université Reims Champagne-Ardenne              | Anaïs Danet (professeur)                  |
| Université d'Angers                             | Christophe Daniel                         |
| Université Lyon III                             | Hervé de Gaudemar (professeur)            |
| Université Picardie Jules-Verne                 | Lucie Dalabie (professeur)                |
| Université de Paris                             | Philippe Didier (professeur)              |
| Université Sorbonne Paris Nord                  | Anne Fauchon                              |
| Université de Cergy-Pontoise                    | Nelly Ferreira                            |
| Université Paris XII Paris-Est Créteil          | Laurent Gamet (professeur)                |
| Université Lorraine                             | Fabrice Gartner (professeur)              |
| La Rochelle Université                          | François Goliard                          |
| Université de Rouen                             | Johanna Guillaumé (professeur)            |
| Université Rennes 1                             | Frédéric Lambert (professeur)             |
| Université Bretagne-Sud                         | Anne-Sophie Lamblin-Gourdin               |
| Université Franche-Comté                        | Christophe Lang                           |
| Université Côte d'Azur                          | Xavier Latour (professeur)                |
| Université Bretagne Occidentale                 | Mickaël Lavaine                           |
| Université Polytechnique Hauts-de-France        | Nicolas Leblond                           |
| CUFR Mayotte                                    | Thomas M'Saïdié                           |
| Université Bourgogne                            | Alexis Mages (professeur)                 |
| Université d'Avignon                            | Guillaume Marrel (professeur)             |
| Université de Nantes                            | Olivier Ménard                            |
| Université de Nîmes                             | Vanessa Monteillet                        |
| Université Toulouse 1 - Capitole                | Matthieu Poumarède (professeur)           |
| Université Caen Normandie                       | Florent Petit (professeur)                |
| Université Polynésie Française                  | Sylvain Petit                             |
| Université Lumière - Lyon 2                     | Guillaume Protière                        |
| Université de Pau                               | Serge Rey (professeur)                    |
| Université de Clermont Auvergne                 | Jean-François Riffard (professeur)        |
| Université de Perpignan                         | Jacobo Rios                               |
| Université de La Réunion                        | Jean-Marc Rizzo                           |
| Université Paris 1 - Panthéon Sorbonne          | Agnès Roblot-Trozier (professeur)         |
| Université des Antilles                         | Aurélie Roger                             |
| Université de Haute-Alsace                      | Hocine Sadok                              |
| Université de Corse                             | Claude Saint-Didier                       |
| Université de Bordeaux                          | Jean-Christophe Saint-Pau (professeur)    |
| Université de Limoge                            | Alain Sauviat (professeur)                |
| Université de Lorraine                          | Pierre Tifine (professeur)                |
| Université de Strasbourg                        | Jeanne-Marie Tuffery-Andrieu (professeur) |
| Université d'Artois                             | Fanny Vasseur-Lambry                      |
| Université de Poitiers                          | Didier Veillon (professeur)               |
| Université Grenoble Alpes                       | Jean-Christophe Videlin (professeur)      |
| Université de Dunkerke                          | Franck Waserman (professeur)              |
| Université de Pau                               | Philippe Zavoli                           |